# 6099 Saarland
6099 Saarland este un asteroid din centura principală de asteroizi.

## Descriere
6099 Saarland este un asteroid din centura principală de asteroizi. A fost descoperit pe 30 octombrie 1991 la Tautenburg de Freimut Börngen. El prezintă o orbită caracterizată de o semiaxă mare de 2,30 ua, o excentricitate de 0,23 și o înclinație de 5,6° în raport cu ecliptica.